# كابانو (كيبك)
كابانو (بالإنجليزية: Cabano)‏ هي منطقة سكنية تقع في كندا في كيبك. يقدر عدد سكانها بـ 3,199 نسمة ومساحتها 121.78 كم2 .